# Adolf Hemberger
Adolf Hemberger (* 4. November 1929 in Buchen (Odenwald); † 10. Januar 1992 in Bad Homburg vor der Höhe) war ein deutscher Wissenschaftstheoretiker an der Universität Gießen.

## Leben
Hembergers Eltern sind der Forstbeamte Adolf Hemberger und seine Frau Ida geb. Mayer. In Buchen ging er mit seinen drei Brüdern zur Schule und später auf das Gymnasium. Das Abitur bestand er am Gymnasium Tauberbischofsheim.

### Studien
An der Johannes Gutenberg-Universität Mainz und der Philipps-Universität Marburg studierte er Volkswirtschaftslehre. 1955 bestand er in Marburg die Diplomprüfung. Später nahm er an der Johann Wolfgang Goethe-Universität Frankfurt am Main ein Zweitstudium in Philosophie und Pädagogik auf. Nebenbei in der Frankfurter Studentenschaft engagiert, übernahm er das Sozialreferat im Allgemeinen Studierendenausschuss. 1958 renoncierte er im Corps Franconia Jena. Am 13. Dezember 1958 recipiert, bekleidete er die Charge des Subseniors. Seinen Corpsbrüdern blieb es ein Rätsel, wie er es schaffte, neben Familie, Beruf, Corps und Studium in einem Semester drei fachfremde Jurascheine abzuhaken, darunter eine Exegese der Pandekten und einen BGB-Schein. 1960 inaktiviert, bestand er am Pädagogischen Institut in Weilburg das Erste Lehramtsexamen. Im Referendariat wechselte er an die Ruprecht-Karls-Universität Heidelberg, um Gesellschaftswissenschaft zu studieren. Die Erwachsenenbildung rückte immer mehr in den Mittelpunkt seiner Interessen. Im Sommersemester 1962 wurde er in Heidelberg zum Dr. phil. promoviert.

### Hochschullehrer
Nachdem er 1963 das Zweite Lehramtsexamen bestanden hatte, war er als Dozent in der Lehrerbildung tätig. Die Justus-Liebig-Universität Gießen ernannte ihn 1972 zum Professor. 1973/74 war er Prodekan der Philosophischen Fakultät. Das Fach, das er von da an zu vertreten hatte, kam seinen Interessen sehr entgegen: Wissenschaftstheorie und Forschungsmethodologie. An keine Prüfungsordnung gebunden, konnte er den Freiraum des Fachs für alles nutzen, was ihn gerade faszinierte: Jahrelang galt sein Hauptinteresse der Freimaurerei, besonders auch der „irregulären“ Fraternitas Saturni. Mit Genehmigung der Gießener Universität bot er in den 1970er Jahren Seminare über Studentenverbindungen an – mit praktischen Übungen auf Korporationshäusern. In den letzten zwei Jahrzehnten widmete er sich der Psychologie, Psychotherapie und Parapsychologie. Zu Zeiten, als es gar nicht zeitgemäß war, wetterte er gegen die Überpsychologisierung allen menschlichen Verhaltens, die zur Rechtfertigungstheorie für alles und jeden werde und den Menschen aus der Eigenverantwortung entlasse.

### Heilpraktiker und Esoteriker
Zusätzlich zu seinem Professorenamt war er auf außeruniversitären Feldern aktiv. So befasste er sich intensiv mit Experimentalmagie, was ihm viel Kritik einbrachte. Neben seinen theoretisch orientierten Beschäftigungen in Forschung und Lehre war er als ausgebildeter Heilpraktiker tätig. Über 15 Jahre betreute er die psychosomatische Odenwald-Klinik in Bad König. Hemberger sah sich als Magier und Wiedererwecker verschiedener magischer Systeme.

### Privates
Hemberger spielte ausgezeichnet Schach und liebte das Bergsteigen. Die übrige freie Zeit verbrachte er auf Corpshäusern irgendwo in Deutschland, am liebsten in Heidelberg. Als sein Corps 1981 den Kösener Vorort stellte, hielt er die Festrede in der Würzburger Residenz. Sie fand große Anerkennung. Eine „vergnügliche und ganz unorthodoxe“ Rede hielt er auch in Regensburg auf dem ersten Donaukommers, den Franconia vorbereitet hatte. Sie befasste sich mit dem Verhältnis zu den Kösener Corps in Österreich. Seine beiden Ehen wurden geschieden. Mit seiner dritten Lebensgefährtin lebte er in der Nähe von Bad Homburg. Als er mit 62 Jahren gestorben war, gelang es ihr, die große Familie zur Beerdigung fast vollständig zusammenzubringen.

## Werke
- Organisationsformen, Rituale, Lehren und magische Thematik der freimaurerischen und freimaurerartigen Bünde im deutschen Sprachraum Mitteleuropas. Selbstverlag, Gießen.
- Documenta et Ritualia Fraternitas Saturni, 18 Bde. im Selbstverlag, Gießen 1970.
- Der mystisch-magische Orden Fraternitas Saturni, Teil 1 & 2. Privatdruck.
- Pansophie und Rosenkreuz Teil II [in 3 Bänden]; Organisationsformen, Rituale, Lehren und magische Thematik der freimaurerischen- und freimaurerartigen Bünde im Deutschen Sprachraum Mitteleuropas. Selbstverlag, Gießen 1974.
- Wesen, Geist und Genesis der Kösener Corps (Festvortrag auf dem Akademischen Festakt des Kösener Congresses am 4. Juni 1981). Deutsche Corps-Zeitung, 82. Jahrgang, Kaiserslautern, Juli 1981, Nr. 3, S. 97–104.